# 杂木河

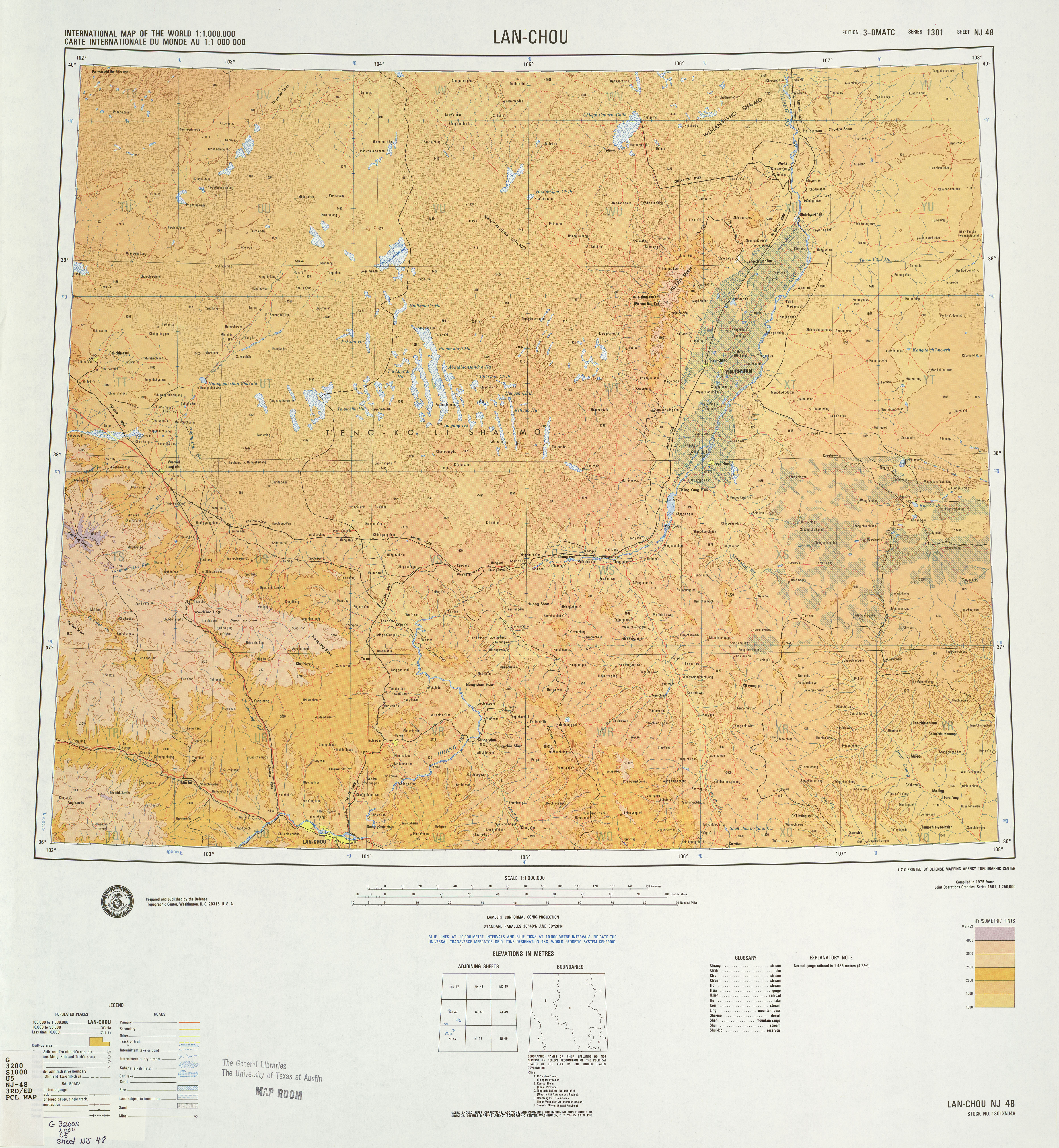
兰州及其附近地区地形图，杂木河位于编号TS、TT区域，标注为Tsa mu Ho

杂木河，也称毛藏河，位于中国甘肃省西部的一条内流河，属于石羊河水系，上游也称闸渠河，发源于甘肃省天祝藏族自治县与青海省门源回族自治县交界地带的冷龙岭北侧的尕拿掌、牛头山和红崾岘一带，蜿蜒向东北流经天祝县毛藏乡，于武威市凉州区古城镇上河村塔尔庄西南出山口，进入武威盆地，之后河水被分流引灌，潜入地下，洪水可直达下游，地下潜流向东北于武南镇盛家西庄以西出露汇入白塔河。出山口以上河长60千米，集水面积851平方千米，年均径流量2.38亿立方米。